# Deadlines (Strawbs)
Deadlines è il dodicesimo album degli Strawbs, pubblicato dalla Arista Records nel gennaio del 1978. Il disco fu registrato tra il luglio e l'ottobre del 1977 al Dublin Sound ed all'Utopia Studios di Dublino (Irlanda).

## Tracce
Lato A
1. No Return – 4:58 (Dave Cousins, Chas Cronk)
2. Joey and Me – 3:52 (Dave Cousins, Chas Cronk, Dave Lambert)
3. Sealed with a Traitor's Kiss – 3:21 (Dave Cousins)
4. I Don't Want to Talk About It – 3:56 (Dave Cousins, Chas Cronk)
5. The Last Resort – 4:08 (Dave Cousins, Chas Cronk, Dave Lambert)

Lato B
1. Time and Life – 4:12 (Dave Cousins, Chas Cronk)
2. New Beginnings – 3:42 (Dave Cousins, Dave Lambert)
3. Deadly Nightshade – 3:56 (Dave Cousins)
4. Words of Wisdom – 5:43 (Dave Cousins)

Edizione CD del 2013, pubblicato dalla Air Mail Archive Records
1. No Return – 4:54 (Dave Cousins, Chas Cronk)
2. Joey and Me – 3:52 (Dave Cousins, Chas Cronk, Dave Lambert)
3. Sealed with a Traitor's Kiss – 3:22 (Dave Cousins)
4. I Don't Want to Talk About It – 3:54 (Dave Cousins, Chas Cronk)
5. The Last Resort – 4:08 (Dave Cousins, Chas Cronk, Dave Lambert)
6. Time and Life – 4:09 (Dave Cousins, Chas Cronk)
7. New Beginnings – 3:40 (Dave Cousins, Dave Lambert)
8. Deadly Nightshade – 3:56 (Dave Cousins)
9. Words of Wisdom – 5:41 (Dave Cousins)
10. Midnight – 4:07 (Dave Cousins) – Bonus Track-Out Take
11. No Return – 3:34 (Dave Cousins, Chas Cronk) – Bonus Track-Dave Cousins Acoustic Demo
12. Sealed with a Traitor's Kiss – 3:53 (Dave Cousins) – Bonus Track-Dave Cousins Acoustic Demo
13. Time and Life – 3:57 (Dave Cousins, Chas Cronk) – Bonus Track-Dave Cousins Acoustic Demo
14. Deadly Nightshade – 4:00 (Dave Cousins) – Bonus Track-Dave Cousins Acoustic Demo
15. Words of Wisdom – 3:05 (Dave Cousins) – Bonus Track-Dave Cousins Acoustic Demo
16. The Chosen Ones – 1:34 (Dave Cousins) – Bonus Track-Dave Cousins Acoustic Demo
17. Sealed with a Traitor's Kiss – 4:01 (Dave Cousins) – Bonus Track-Band Studio Demo
18. No Return – 3:56 (Dave Cousins, Chas Cronk) – Bonus Track-Dublin Production Mix
19. Joey and Me – 3:51 (Dave Cousins, Chas Cronk, Dave Lambert) – Bonus Track-Dublin Production Mix
20. Deadly Nightshade – 3:59 (Dave Cousins) – Bonus Track-Dublin Production Mix[3]

## Musicisti
Brano A1
- Dave Cousins - voce
- Dave Lambert - chitarra elettrica, voce
- John Mealing - sintetizzatore polymoog, pianoforte
- Chas Cronk - basso
- Tony Fernandez - batteria

Brano A2
- Dave Cousins - voce, chitarra acustica
- Dave Lambert - voce, chitarra elettrica, chitarra acustica
- John Mealing - pianoforte
- Chas Cronk - basso, voce, chitarra acustica
- Tony Fernandez - batteria

Brano A3
- Dave Cousins - voce
- Dave Lambert - chitarra elettrica
- Robert Kirby - pianoforte elettrico
- John Mealing - pianoforte, sintetizzatore polymoog, sintetizzatore minimoog
- Chas Cronk - basso
- Tony Fernandez - batteria

Brano A4
- Dave Cousins - voce
- Dave Lambert - voce, chitarra elettrica, chitarra acustica
- John Mealing - organo
- Robert Kirby - pianoforte, mellotron
- Chas Cronk - basso, chitarra acustica
- Tony Fernandez - batteria, tamburello

Brano A5
- Dave Cousins - voce, chitarra acustica
- Dave Lambert - voce, chitarra elettrica, chitarra acustica
- Robert Kirby - pianoforte, pianoforte elettrico
- John Mealing - clavicembalo
- Chas Cronk - basso, voce, chitarra acustica
- Tony Fernandez - batteria, tambourine

Brano B1
- Dave Cousins - voce
- Dave Lambert - voce, chitarra elettrica
- Robert Kirby - mellotron, pianoforte elettrico
- John Mealing - sintetizzatore polymoog, sintetizzatore minimoog, pianoforte
- Chas Cronk - basso
- Tony Fernandez - batteria

Brano B2
- Dave Cousins - voce
- Dave Lambert - voce, chitarra elettrica
- John Mealing - pianoforte, sintetizzatore polymoog
- Robert Kirby - pianoforte elettrico
- Chas Cronk - basso, voce
- Tony Fernandez - batteria, campane

Brano B3
- Dave Cousins - voce, chitarra acustica
- Dave Lambert - chitarra elettrica, voce
- John Mealing - clavicembalo, pianoforte
- Robert Kirby - organo
- Chas Cronk - basso
- Tony Fernandez - batteria

Brano B4
- Dave Cousins - voce, chitarra acustica
- Dave Lambert - chitarra elettrica, voce
- John Mealing - sintetizzatore polymoog, organo
- Robert Kirby - mellotron, sintetizzatore minimoog, autoharp
- Chas Cronk - basso, voce
- Tony Fernandez - batteria, timpani[4]